# Stephen J. Townsend
Stephen J. Townsend, né en 1967, est un général de l'armée des États-Unis.

## Biographie
Enfant adopté par un couple américain, Stephen J. Townsend est d'origine afghano-allemande. Il est marié à Melissa Crawford, qu'il a rencontrée à l'Université de Georgie.

## Carrière militaire

### Commandements
- 21 août 2016 : prend le commandement de la Combined Joint Task Force – Operation Inherent Resolve (en)[3] en vue de la bataille de Mossoul.
- Le 26 juillet 2019 : Il prend le commandement du Commandement des États-Unis pour l'Afrique[5].